# "Q"
'"Q"'(큐)는 일본의 음악 그룹 AAA의 열 번째 싱글이다. 2006년 9월 6일에 에이벡스 트랙스에서 발매됐다. "Q"는 데뷔 1주년 기념으로 발매되는 4개의 타이틀 중 하나이다. 나머지 세 개는 싱글 'Let it beat!' · 미니음반 "ALL/2》 · 라이브 DVD 《2nd ATTACK at Zepp Tokyo on 29th of June 2006"이다. 당시 AAA로는 처음으로 두 작품이 연속으로 10위권 안에 들어갔다.

## 수록 내용

### CD+DVD
CD
1. "Q"
  - 작사: m.c.A・T / 작곡 · 편곡: 우에노 케이이치

"제26회 전국고등학교퀴즈선수권" 응원송
2. 할렐루야 (LIVE ver.)(ハレルヤ（LIVE ver.）)
3. "Q" (Instrumental)

DVD
1. "Q"(Music Clip)

### CD ONLY
CD
1. "Q"
2. 할렐루야 (LIVE ver.)
3. "Q" (Instrumental)